# Camilla varipes
Camilla varipes är en tvåvingeart som först beskrevs av Macquart 1835.  Camilla varipes ingår i släktet Camilla och familjen gnagarflugor.
Artens utbredningsområde är Frankrike. Inga underarter finns listade i Catalogue of Life.